# Cleistes bella
Cleistes bella é uma espécie de orquídea terrestre de folhas alternadas e flores grandes que abrem em sucessão, com raízes tuberosas delicadas, habitante de Mato Grosso a Minas Gerais, no Brasil.